# Крбавиця (Плитвицька Єзера)
44°42′ пн. ш. 15°37′ сх. д. / 44.70° пн. ш. 15.61° сх. д.
Крбавиця (хорв. Krbavica) — населений пункт у Хорватії, у Лицько-Сенській жупанії у складі громади Плитвицька Єзера.

## Населення
Населення за даними перепису 2011 року становило 44 осіб.
Динаміка чисельності населення поселення:

## Клімат
Середня річна температура становить 7,36 °C, середня максимальна – 21,30 °C, а середня мінімальна – -8,05 °C. Середня річна кількість опадів – 1360 мм.
| Клімат поселення                              | Клімат поселення | Клімат поселення | Клімат поселення | Клімат поселення | Клімат поселення | Клімат поселення | Клімат поселення | Клімат поселення | Клімат поселення | Клімат поселення | Клімат поселення | Клімат поселення | Клімат поселення |
| Показник                                      | Січ.             | Лют.             | Бер.             | Квіт.            | Трав.            | Черв.            | Лип.             | Серп.            | Вер.             | Жовт.            | Лист.            | Груд.            |                  |
| Середній максимум, °C                         | 5,10             | 5,80             | 8,92             | 12,93            | 17,75            | 21,11            | 21,30            | 20,88            | 17,00            | 12,59            | 7,44             | 3,53             |                  |
| Середня температура, °C                       | −1,47            | −0,76            | 2,35             | 6,36             | 11,18            | 14,52            | 16,86            | 16,44            | 12,57            | 8,15             | 3,02             | −0,9             |                  |
| Середній мінімум, °C                          | −8,05            | −7,36            | −4,24            | −0,22            | 4,61             | 7,96             | 12,43            | 12,00            | 8,13             | 3,73             | −1,43            | −5,33            |                  |
| Норма опадів, мм                              | 96               | 100              | 104              | 115              | 102              | 103              | 74               | 90               | 128              | 145              | 168              | 135              |                  |
| Середньомісячна швидкість вітру, м/с          | 2.25             | 2.36             | 2.58             | 2.50             | 2.31             | 2.07             | 2.04             | 1.93             | 2.03             | 2.19             | 2.41             | 2.48             |                  |
| Середньомісячна сонячна радіація, кДж/м²·день | 4630             | 7270             | 10710            | 15147            | 19149            | 21132            | 22815            | 19608            | 14652            | 9448             | 5038             | 3885             |                  |
| --------------------------------------------- | ---------------- | ---------------- | ---------------- | ---------------- | ---------------- | ---------------- | ---------------- | ---------------- | ---------------- | ---------------- | ---------------- | ---------------- | ---------------- |
| Джерело:                                      |                  |                  |                  |                  |                  |                  |                  |                  |                  |                  |                  |                  |                  |